# Iran
Iran (uitspr.: [iˈrɑn], [iˈraːn]; Perzisch: ایران, [iːˈɾɒːn]), officieel de Islamitische Republiek Iran (Perzisch: جمهوری اسلامی ایران Djoemhūrī-ye Eslāmī-ye Īrān), is een land in West-Azië met 84.923.314 (2020) inwoners. De hoofdstad en grootste stad (met meer dan 10 miljoen inwoners) is Teheran, dat ook het culturele, commerciële en industriële centrum van het land is.
Iran ligt in het Midden-Oosten en grenst aan Irak (Koerdistan Autonome Regio), Turkije, Armenië, Azerbeidzjan, Turkmenistan, Afghanistan en Pakistan. De Perzische Golf en de Golf van Oman bevinden zich ten zuiden en de Kaspische Zee ten noorden van Iran. Iran deelt de Kaspische Zee, behalve met de republiek van Azerbeidzjan en Turkmenistan, ook met Kazachstan en Rusland. Aan de kust tegenover de Perzische Golf liggen Saoedi-Arabië, Koeweit, Bahrein, Qatar, de Verenigde Arabische Emiraten en Oman. Het is een multiculturele natie bestaande uit tal van etnische en taalgroepen, waarvan de grootste Perzen zijn (61%), Azerbeidzjanen (16%), Koerden (10%) en Lor (6%). De meeste bewoners zijn sjiitische moslims. De officiële taal van Iran is het Perzisch, een Indo-Europese taal.
Iran, tot en met 1934 in het Nederlands bekend als Perzië, heeft een bijzonder lange geschiedenis. Het Perzische Rijk groeide onder Cyrus de Grote uit tot een wereldrijk dat zich van Oost-Europa tot de Indusvallei uitstrekte. Na de veroveringen van Alexander de Grote overheersten achtereenvolgens de Seleuciden, de Parthen en de Sassaniden, totdat de islamitische veroveringen vanaf de zevende eeuw de islam introduceerden. De heerschappij van de Safawieden (1501–1736) wordt als het begin van de moderne Iraanse geschiedenis beschouwd. Iran groeide opnieuw uit tot een regionale grootmacht en werd vanaf begin 20e eeuw geregeerd door de Pahlavidynastie. Verzet tegen buitenlandse invloeden en onderdrukking mondden in 1979 uit in de Iraanse Revolutie en de vestiging van een islamitische republiek. Het Iraanse politieke systeem, gebaseerd op de grondwet van 1979, combineert elementen van een parlementaire democratie met een religieuze theocratie geleid door geestelijken, waarin de hoogste leider, sinds 1989 ayatollah Ali Khamenei, aanzienlijke invloed heeft.
Iran is ook in 2020 een belangrijke regionale macht, met aanzienlijke invloed in de internationale energiezekerheid en de wereldeconomie door middel van zijn grote reserves van fossiele brandstoffen, Iran is de op drie na grootste olie-exporteur ter wereld. De export van aardolie en aardgas vormt de belangrijkste bron van inkomsten, de Iraanse rial is de valuta. Iran is een van de oprichters van de VN, ECO, NAM, OIC en OPEC.

## Naam
Iran werd tot en met 1935 in het Nederlands Perzië genoemd, maar de naam van het land in het Perzisch is reeds sinds de tijd van de Sassaniden Iran. De naam Perzië verwijst naar het Griekse woord Persis, afgeleid van Pars, het deel van het land waar 2500 jaar geleden de oude koningen van Iran vandaan kwamen. Iran betekent 'Land van de Ariërs'.
In 1935 vroeg de toenmalige sjah Reza Pahlavi andere landen om voortaan de lokale naam van het land, Iran, te gebruiken. Omdat de naam Iran vaak aanleiding gaf tot verwarring met de buurstaat Irak, werd in 1949 voor buitenlands gebruik weer de naam Perzië ingevoerd. Na een protest van de Perzische/Iraanse geleerden, kondigde de regering in 1959 aan dat, in andere talen dan het Perzisch, beide namen officieel gebruikt mogen worden. Een inwoner van Iran/Perzië is een Iraniër of een Pers.

## Geschiedenis

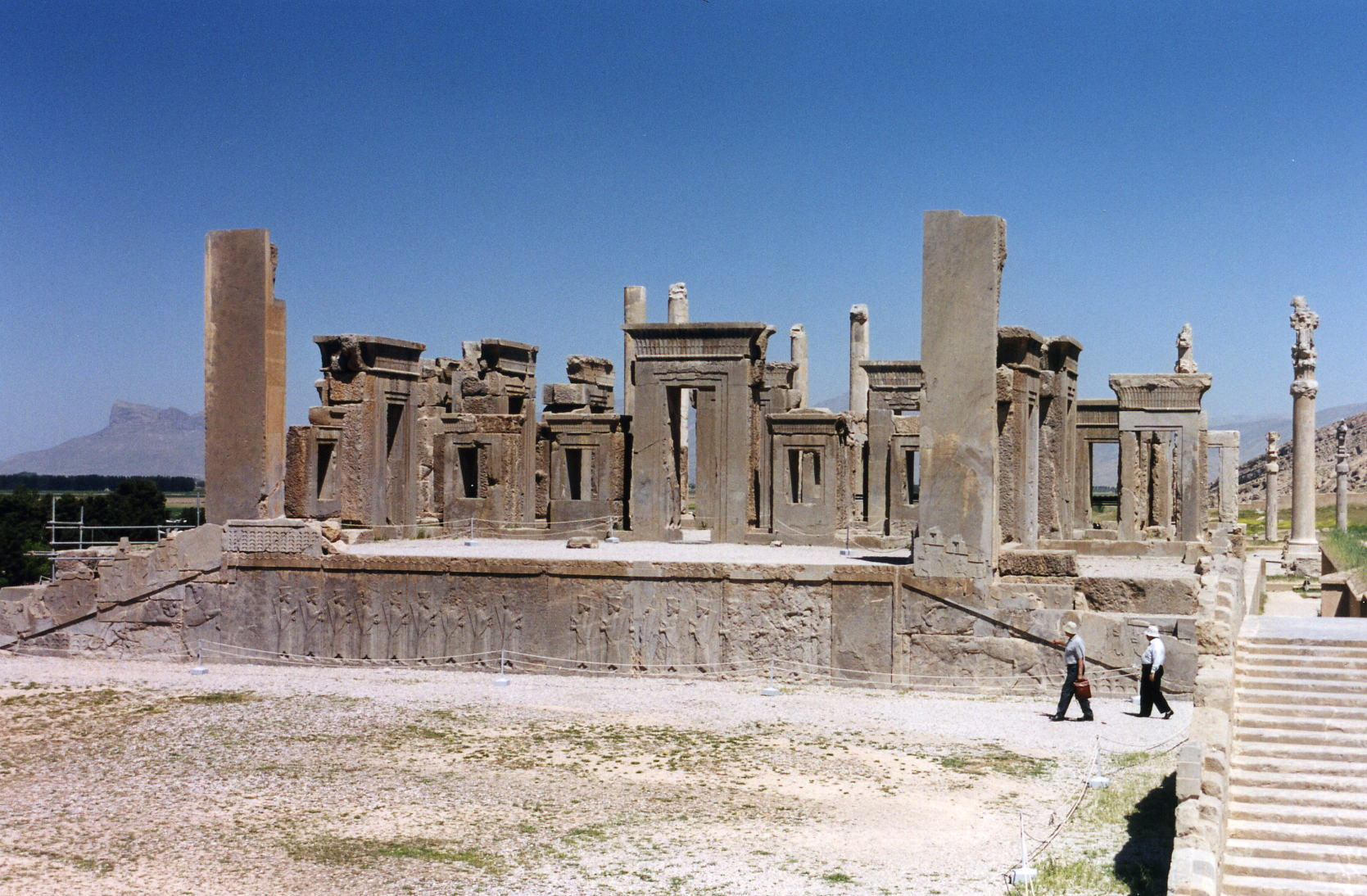
De ruïnes van het historische Persepolis

Iran/Perzië heeft een bijzonder lange geschiedenis en wordt een van de bakermatten van de menselijke beschaving genoemd. Het westen van het land maakte deel uit van de Vruchtbare Sikkel, een van de gebieden waar de landbouw is ontstaan. Een vroege nederzetting uit deze periode, met zeer vroege bewijzen voor wijnproductie, is bijvoorbeeld opgegraven in Hajji Firuz Tepe.

### 6e eeuw v.Chr. - 6e eeuw na Chr.
De geschiedenis van het land dat nu bekend is als Iran gaat terug tot de 6e eeuw v.Chr., toen Cyrus de Grote van de dynastie der Achaemeniden de verschillende volkeren van Iran verenigde. In de eeuwen hierna werd dit Perzische Rijk zeer machtig en besloeg het een gebied van Egypte en Griekenland in het westen tot aan het Indisch subcontinent in het oosten.
In de 4e eeuw v.Chr. veroverde de Macedoniër Alexander de Grote het Perzische Rijk en versloeg koning Darius III in de Slag bij Gaugamela. Het land werd na Alexanders dood bestuurd door een hellenistische (Griekse) klasse onder de Seleuciden. Later versloegen de Parthen de Seleuciden en vestigden het Parthische Rijk, gevolgd door de Sassaniden, beide waren machtige rijken en geduchte tegenstanders van de Romeinen en Byzantijnen.

### 7e eeuw - 15e eeuw
In de 7e eeuw werden de Sassaniden en grote delen van het Byzantijnse Rijk, nadat ze zeer verzwakt waren door jarenlange oorlogen tegen elkaar en andere problemen, veroverd door de islamitische Arabieren en werd in een periode van 200 jaar het zoroastrisme als staatsgodsdienst vervangen door de soennitische islam. Het Arabische Rijk van de kaliefen overheerste Perzië tot de 9e eeuw. Daarna verloor het kalifaat van de Abbasiden uit Bagdad het centrale gezag en waren er in Perzië diverse rijken en rijkjes. Het christendom kende er in de nestoriaanse vorm van de 8e tot de 13e eeuw een periode van grote bloei.
In de 11e eeuw waren het de Turkse Seltsjoeken die Perzië veroverden en later ook de Arabieren versloegen. De Seltsjoeken waren sterk beïnvloed door de Perzische cultuur. Het rijk van de Seltsjoeken viel echter al snel weer uiteen en in de 13e eeuw viel het Mongoolse Rijk Perzië binnen. De Mongolen verwoestten vele steden en vermoordden vele inwoners waardoor de bloeiende islamitische en Perzische culturen een zware slag kregen. Berucht is de afslachting van bijna de volledige bevolking van Merv (destijds behorend bij Perzië, nu in Turkmenistan gelegen) en omgeving waarbij wellicht een miljoen mensen gedood werden.
Eind 14e eeuw veroverde een andere Turkse heerser genaamd Timoer Lenk Perzië en ook hij richtte vele bloedbaden aan massaslachtingen aan, onder andere in Khorasan.

### 16e eeuw - 19e eeuw

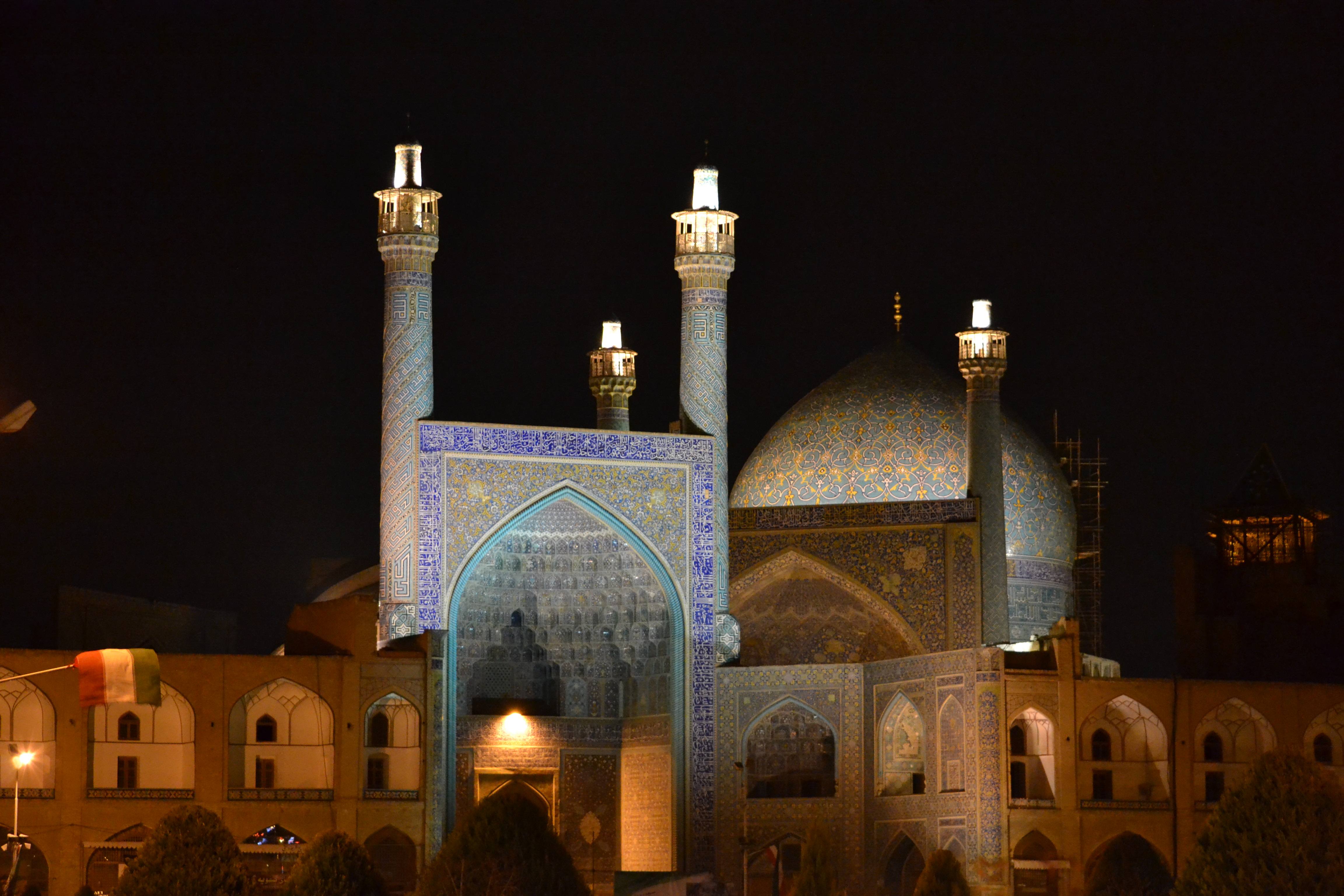
De 17e-eeuwse moskee van de sjah in Isfahan is een van de architectonische hoogtepunten van Iran

Vanaf 1499 regeerde de dynastie van de Safawiden Perzië/Iran. De Safawiden voerden onder andere het sjiisme als staatsgodsdienst in de regio die nu Iran is in, en ook in Azerbeidzjan. Het sjiisme is een van de redenen geweest dat Iran nooit een Arabisch land is geworden en de eigen identiteit altijd heeft bewaard. Met name onder sjah Abbas I kwam de Perzische cultuur tot volle bloei, wat goed te zien is in de toenmalige hoofdstad Isfahan. In die tijd had ook de VOC handelsposten in Perzië.
Als de laatste Safawiden-heerser in 1736 wordt afgezet wordt het land tot 1796 betwist door drie dynastieën, waarvan uiteindelijk de Kadjaren de overhand krijgen en Perzië weer tot eenheid maken. Na de val van de Safawiden rond 1722 ontstonden verscheidene kleine de facto zelfstandige kanaten in de Iraanse territoria in de Kaukasus. Na de Safawiden werd Iran geregeerd door de Iraanse dynastieën van Afsharid en Zand en kort door de Kadjaren. Na de derde Russisch-Perzische Oorlog (1804-1813) werd Iran gedwongen veel van zijn grondgebied in de Kaukasus, vandaag overeenkomend met Dagestan, Azerbeidzjan, en oost Georgië af te staan aan het Keizerrijk Rusland. Na de volgende en laatste Russisch-Perzische Oorlog (1826-1828) had Iran al zijn grondgebied in de Kaukasus moeten afstaan aan Rusland. Tot de Russisch-Perzische oorlogen van de 19e eeuw behoorden de territoria die nu de soevereine staten Azerbeidzjan, Georgië, Armenië, en de Noord-Kaukasusregio Dagestan bevatten, allemaal tot Iran. Als zuidelijke grens werd de Arasrivier aangehouden tussen Rusland en Iran. Deze grens werd na de val van de Sovjet-Unie de grens tussen Iran en Azerbeidzjan.
Perzië/Iran wist in de 18e en 19e eeuw als een van de weinige landen in Azië en in West-Azië in het bijzonder, redelijk onafhankelijk te blijven van westerse landen, al hadden met name het Verenigd Koninkrijk en Rusland er veel invloed. Rusland veroverde tijdens de Kadjaren in vier oorlogen grote delen van het Perzische Rijk, gebieden zoals de Kaukasus en delen van Centraal-Azië (Turkmenistan).

### 1925 - 1979: Pahlavi-dynastie
In de 20e eeuw heerste gedurende ruim 50 jaar de Pahlavi-dynastie. Vader Reza Pahlavi kwam met een staatsgreep aan de macht en hij en zijn zoon Mohammad Reza Pahlavi regeerden als dictators. De Pahlavi's namen de titel sjah (koning) aan, maar waren niet van adel. De bevolking werd vaak hardhandig onderdrukt. Iedereen die het absolute gezag van de sjah betwistte - socialisten, liberalen maar ook religieuzen - werd hard aangepakt. Het westen steunde de dictatuur van de Pahlavi's om geopolitieke redenen en vanwege de toegang tot de rijke Iraanse olievoorraden.

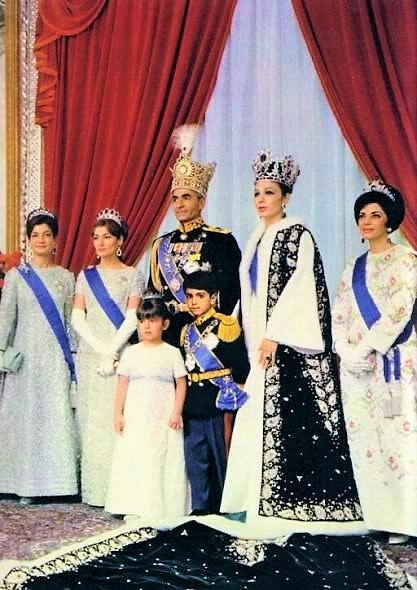
Shah Mohammad Reza Pahlavi en de keizerlijke familie, de kroning van de Sjah van Iran in 1967.

In 1951 werd Mohammad Mossadeq door het Iraanse parlement benoemd tot premier. Hij werd enorm populair in Iran nadat hij de olie-industrie had genationaliseerd. In 1953 werd hij afgezet middels een staatsgreep door de sjah, veroorzaakt door een Brits-Amerikaanse geheime operatie om de olie-industrie weer in Britse handen te krijgen. Na de staatsgreep werd de sjah in toenemende mate autocratisch. Vanaf halverwege de jaren 70 groeide de onvrede met het repressieve regime van de sjah.

### 1979: Iraanse Revolutie

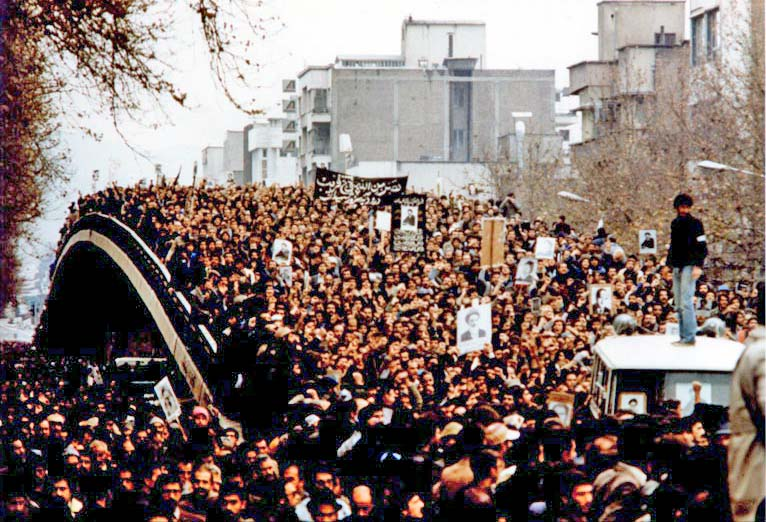
Massademonstratie in Teheran tijdens de Iraanse Revolutie.

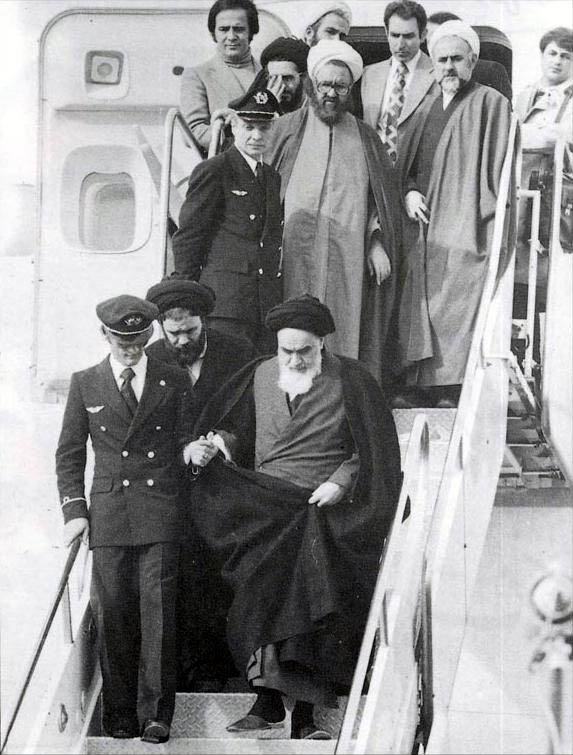
Ayatollah Khomeini keert terug naar Iran na 14 jaar ballingschap op 1 februari 1979.

In 1979 dwong een brede opstand van geestelijken, studenten, intellectuelen, middenstanders en vele maatschappelijke organisaties de sjah ten val tijdens de Iraanse Revolutie. Uiteindelijk schoof de machtigste politieke partij, die van de geestelijkheid, haar voormalige medestanders van de revolutie terzijde en koos ervoor om de macht in handen van een persoon te geven: hun leider ayatollah Ruhollah Khomeini. Sindsdien wordt het land volgens een door hem opgestelde conservatieve islamitische wetgeving geregeerd en ligt de uiteindelijke macht in de handen van de geestelijkheid. Hiermee werd de voorgaande sjah-dictatuur vervangen door een even repressieve religieuze dictatuur gebaseerd op de islamitische wet, de sharia. Het Westen, de Verenigde Staten voorop, veroordeelden de Iraanse Revolutie. Een aantal medewerkers van de Amerikaanse ambassade in Teheran werd 444 dagen gegijzeld: de Iraanse gijzelingscrisis.

### 1980 - heden
Van 1980 tot 1988 voerde Irak oorlog met buurland Iran in de bloedige Irak-Iranoorlog, waarbij naar schatting een half tot één miljoen Iraniërs gedood werden. Het Westen steunde de Iraakse dictator Saddam Hoessein in deze oorlog.
Na de dood van Khomeini in 1989 werd ayatollah Ali Khamenei de Hoogste Leider van Iran.
Onder het presidentschap van de hervormingsgezinde president Mohammad Khatami, 1997-2005, werden in het land, waarvan meer dan de helft van de bevolking jonger is dan 30 jaar, enkele veranderingen doorgevoerd in de richting van een meer democratische rechtsstaat. Echter, in 2005 werd de conservatieve Mahmoud Ahmedinejad, naar voren geschoven door de conservatieve geestelijkheid, president van Iran en werden de voorgaande hervormingen deels teruggedraaid en zijn de veranderingen die sindsdien wel ingevoerd werden grotendeels conservatief van aard.

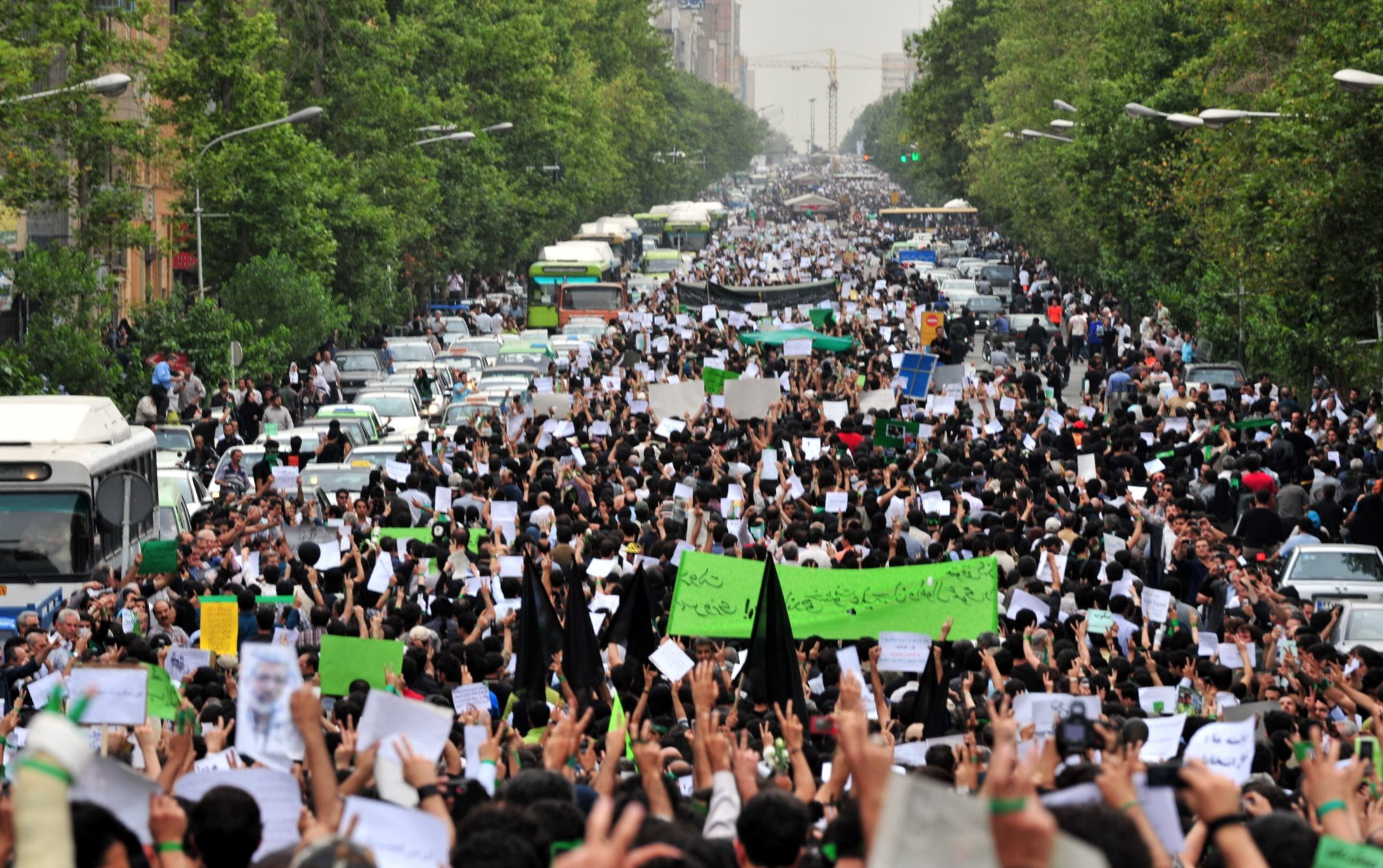
Stille demonstratie tijdens de demonstraties tegen de resultaten van de presidentverkiezingen van 2009.

Bij de Iraanse presidentsverkiezingen 2009 won Ahmedinejad opnieuw: hij kreeg 63% van de stemmen, terwijl oppositieleider Mir-Hossein Mousavi 34% van de stemmen vergaarde. De uitslag leidde tot grote onrust onder de oppositie, die de uitslag niet vertrouwde. Er braken rellen uit die de hevigste waren in tien, misschien wel dertig jaar. Een groot aantal demonstraties volgde. Buitenlandse journalisten werd het werken bemoeilijkt; sommigen werden geslagen, gearresteerd of uitgezet. Sociale netwerksites werden afgesloten of gefilterd, alsook het mobiele telefoonverkeer.
In 2013 werd Hassan Rohani, een hervormingsgezinde kandidaat, verkozen bij de presidentsverkiezingen. Hij liet een verzoenende toon horen richting de westerse wereld en gaf onder andere aan meer werk te willen maken van vrouwenrechten in zijn land.
Op 14 juli 2015 werd bekend dat Iran en de zes wereldmachten een historisch akkoord hadden bereikt over het nucleaire programma van Iran, het Joint Comprehensive Plan of Action. Irans nucleaire programma werd nu beperkt in ruil voor het opheffen van de nucleair gerelateerde sancties die waren ingesteld tegen Iran. Israël was als enige land ter wereld openlijk tegen het internationale akkoord. Premier Netanyahu zei dat "Iran de wereld wil overnemen" en dat "de wereld niet geleerd heeft van de Holocaust".
Bij de presidentsverkiezingen van 18 juni 2021 hadden zich 592 mensen aangemeld als kandidaat, waarvan er 584 afvielen en uiteindelijk 4 kandidaten overbleven. Ebrahim Raisi won de verkiezing ruimschoots, onder andere van hervormingsgezinde Abdolnaser Hemmati. De verkiezingen hadden een opkomst van 48%, waarvan 15% van de mensen blanco heeft gestemd: in ruil voor een stem krijgt men een stempel in het id-bewijs en mensen voelen hierdoor een dwang om te gaan stemmen en stemmen soms 'dan maar blanco'. Effectief heeft na aftrek van de blanco stemmen ruim 40% van de stemgerechtigden hun stem uitgebracht, waarvan 62% naar Raisi ging.
Op 16 september 2022 overleed Mahsa Amini omdat haar hoofdsjaal niet goed zat. Ze werd gearresteerd en overleed enige tijd later. Na haar dood begon een reeks protesten. De onlusten startten in de hoofdstad, maar breidde uit naar andere steden. Als reactie drukte de regering de demonstraties hardhandig de kop in, blokkeerde ze de toegang tot apps zoals Instagram en WhatsApp en beperkte ze de internettoegang. Op 7 januari 2023 waren er volgens Iraanse mensenrechtenorganisaties bij deze protesten minstens 517 demonstranten gedood en meer dan 19.200 mensen gearresteerd.
In mei 2024 kwamen president Raisi en andere hoogwaardigheidsbekleders om bij een helikoptercrash. Vicepresident Mohammed Mokhber nam het presidentschap daarop waar in de aanloop naar vervroegde verkiezingen.

## Staatsinrichting en politiek

### Staatsinrichting
Iran is sinds de Iraanse Revolutie een islamitische republiek. Het heeft een unieke staatsstructuur, die in geen enkel ander land voorkomt. De staatsstructuur is afgeleid van de staatsgodsdienst van Iran, het sjiisme. Het belangrijkste principe is dat van valajat-e fakih ofwel de 'voogdij van de jurist'. Hiermee wordt bedoeld dat de hoogste geestelijke uiteindelijk alle wetsvoorstellen moet goedkeuren.
Het land wordt door vier entiteiten bestuurd:
- De religieus leider of rahbar (Perzisch: رهبر), wordt gekozen door de Raad van Experts
- De Raad van Hoeders of Shuraye Negahbane Ghanune Assasi (Perzisch: شورای نگهبان قانون اساسی)
- De president van Iran of Rais-Jumhur (Perzisch: ریس جمهور)
- De majlis van Iran oftewel het parlement of adviesgevende raad (Perzisch: مجلس شورای اسلامی) De Majlis bestaat uit 290 zetels en eens in de vier jaar zijn er verkiezingen.

Veel politieke beslissingen worden door de president of het parlement genomen, maar de geestelijken, zowel de religieuze leider als de raad van hoeders, hebben de autoriteit alles wat tegen de sharia is te verwerpen, omdat zij over deze beslissingen een veto hebben. Sinds 1989 is Ali Khamenei de religieus leider (en eigenlijke machthebber) van Iran en sinds 28 juli 2024 is Masoud Pezeshkian president van Iran.

### Bestuurlijke indeling
Iran is onderverdeeld in 31 provincies. Elke provincie (ostān) is weer onderverdeeld in regio's (shahrestān) en die zijn weer onderverdeeld in districten (bakhsh). De bevolking van deze provincies bestaat in sommige gevallen voornamelijk uit minderheidsgroeperingen met zo nu en dan hun eigen onderscheidende kledingstijl, zoals het geval is bij de aan Irak grenzende provincie Khuzestan.

### Buitenlandse betrekkingen

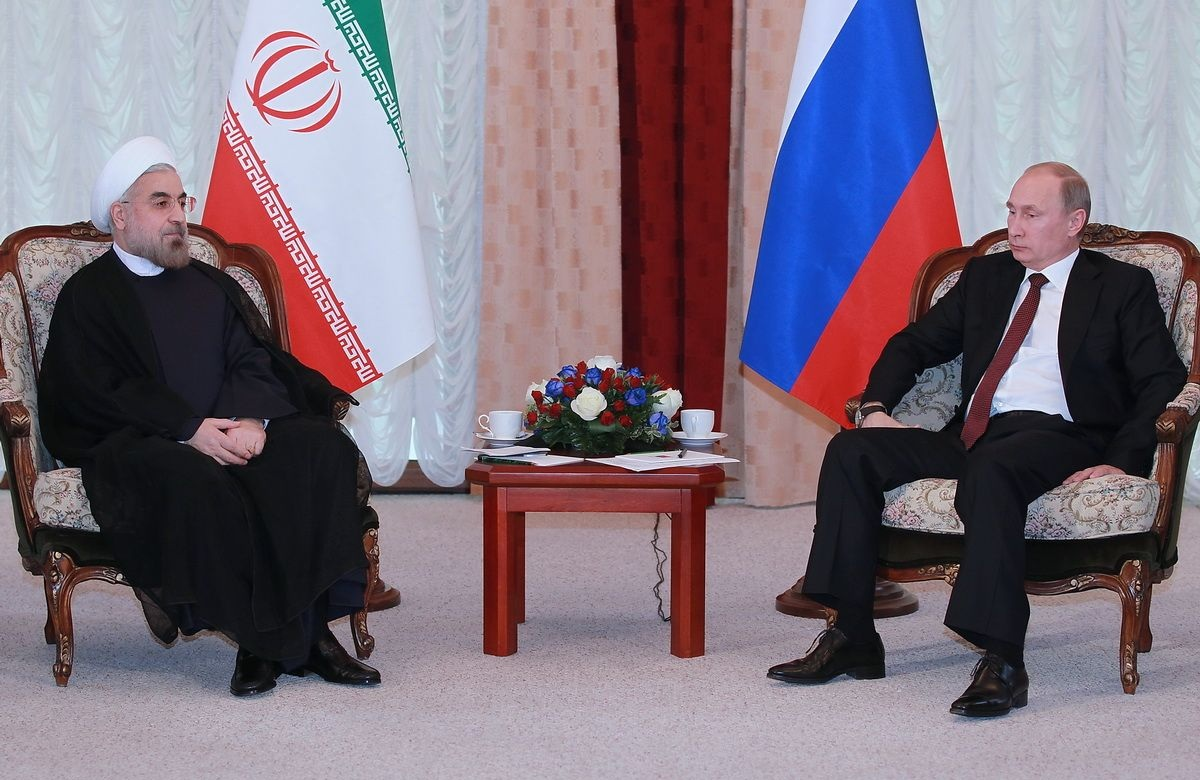
De Iraanse president Hassan Rohani met de Russische president Vladimir Poetin.

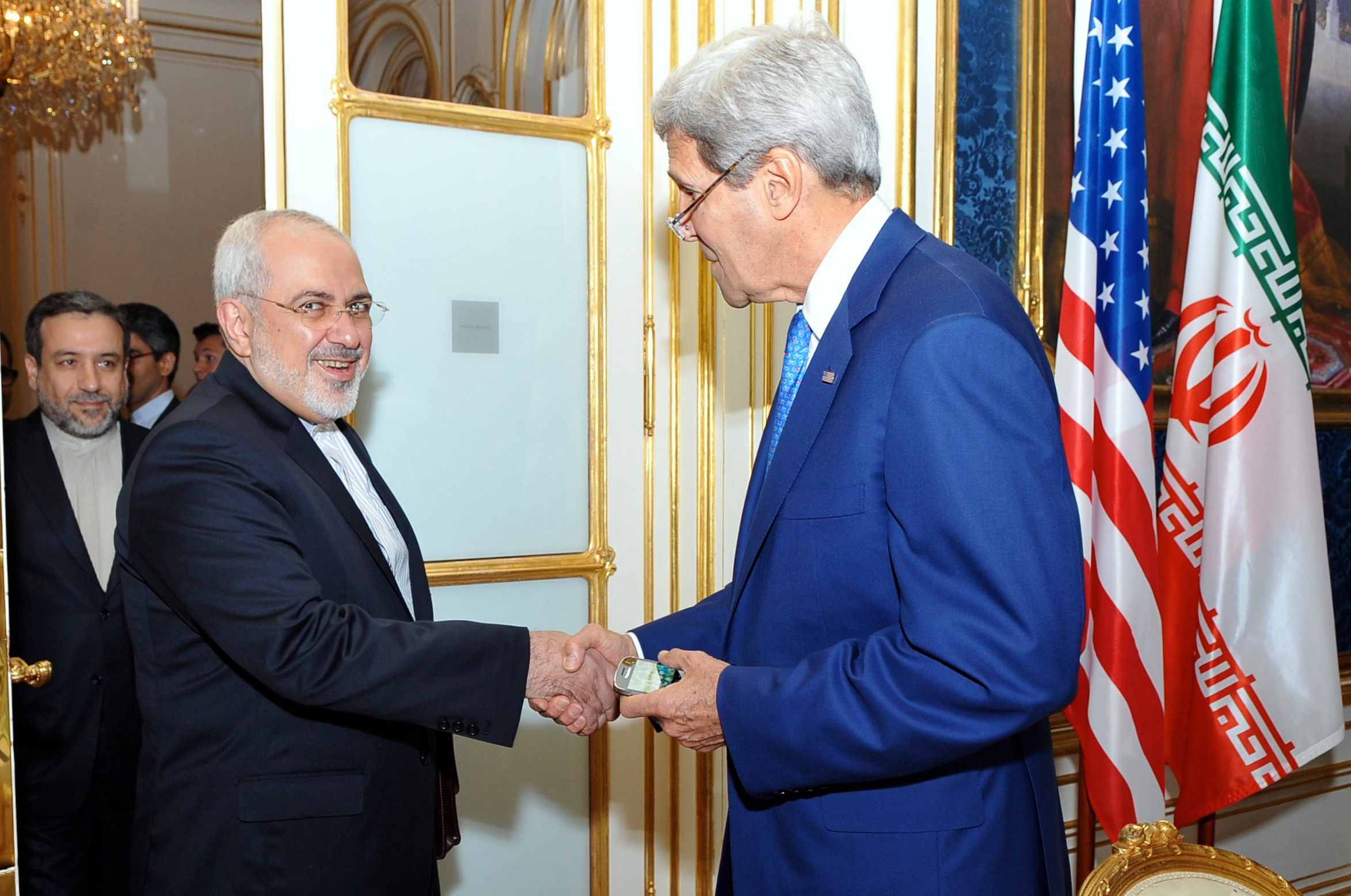
De Iraanse minister van buitenlandse zaken Zarif schudt de hand met John Kerry tijdens de gesprekken over het nucleaire programma van Iran.

Iran is medeoprichter van de Verenigde Naties, de OPEC, de Organisatie voor Islamitische Samenwerking en de Organisatie van Niet-gebonden Landen.
Iran onderhoudt diplomatieke betrekkingen met bijna alle landen, maar sinds de Iraanse Revolutie van 1979 zijn de banden met Israël verbroken en is er een langdurig conflict met Israël en zijn de relaties met de Verenigde Staten bekoeld.
Iran onderhoudt goede betrekkingen met een aantal buurlanden. Iran heeft een sterke invloed in Syrië en Libanon. Iran onderhoudt een nauwe band met de sjiieten in Irak en honderdduizenden Iraanse pelgrims bezoeken jaarlijks de voor sjiieten heilige steden Najaf en Karbala. Ook heeft Iran goede banden met zijn noordelijke en westelijke buurlanden Turkije en Armenië, aangezien in Iran veel etnische Armeniërs wonen, en de grote historische, culturele en etnische relaties deze drang tussen de landen versterken. Met de landen aan zijn oostgrenzen, Afghanistan en Pakistan, zijn wat spanningen over de Afghaanse drugshandel, vluchtelingen en de fundamentalistische soennitische moslims die in Pakistan wonen en soms aanslagen plegen in het zuidoosten van Iran.
Ook onderhoudt Iran betrekkingen met de andere landen die aan de Perzische Golf liggen, maar in die relaties zijn spanningen over de dominantie van de Golf. Ondanks dat Iran en Saoedi-Arabië sinds lang betrekkingen onderhouden, heeft de Saoedische koning Abdoellah in 2008 de Verenigde Staten gevraagd om Iran aan te vallen.
Iran heeft goede banden met Rusland (dat o.a kerncentrales bouwt en al gebouwd heeft in Iran) en China. Rusland en Iran zijn strategische bondgenoten, en vormen een sterk bondgenootschap in de Kaukasus samen met Armenië. Het land heeft op het wereldtoneel daarnaast enkele opvallende relaties, zoals met de Venezolaanse president Hugo Chávez (inmiddels overleden), waarmee Iran de afkeer voor de Verenigde Staten deelt.
De conservatieve en zeer religieuze president Ahmadinejad, die president was van augustus 2005 tot augustus 2013, was regelmatig in het nieuws door felle kritiek op de regering van de VS en door het afwijzen van het bestaan van de staat Israël als op 'het (zionistische) regime dat Jeruzalem en Palestina bezet houdt'. Iran heeft opgeroepen tot de vernietiging van het 'zionistische regime', waarmee op de Israëlische regering gedoeld wordt. Israëlische leiders op hun beurt hebben nooit uitgesloten dat zij Iran aan zullen vallen en Iran voelt zich bedreigd door Israël en de Verenigde Staten. In Israël sprak het kabinet in 2011 openlijk over een aanval op de nucleaire installaties van het land.
Het atoomprogramma van Iran, volgens de Iraanse regering bedoeld voor vreedzame doeleinden, maar volgens vooral westerse critici ook bedoeld voor de productie van kernwapens, leidt daarnaast voortdurend tot kritiek vanuit het Westen en vanuit de VN. Als gevolg van de controverse over het atoomprogramma van Iran is een handelsboycot tegen Iran ingesteld waaraan de westerse landen meedoen. Andere landen, zoals Rusland, China, India en sommige Arabische landen doen niet mee aan de boycot en kritiseren deze. Door de Veiligheidsraad van de Verenigde Naties zijn tot zesmaal toe sancties tegen Iran afgekondigd vanwege de nucleaire controverse.
Het Iraanse parlement heeft zelf wetten aangenomen die de betrekkingen met het Westen, en dan met name het Verenigd Koninkrijk, beperken. Kort hierna bestormden demonstranten de Britse ambassade in Teheran.
In 2012 haalde Iran zijn ambassadeur uit Azerbeidzjan omdat toen het Eurovisiesongfestival daar werd gehouden. Noorwegen stuurde een artiest die van afkomst uit Iran kwam en dat zag Iran zelf als een 'schaamtepunt'.
Na het aantreden van president Rohani in 2013 zocht Iran weer toenadering tot het Westen. Op 27 september 2013 sprak Rohani telefonisch met de Amerikaanse president Barack Obama. Het was het eerste directe contact tussen een Iraanse en Amerikaanse president sinds 1979. Na lang onderhandelen bereikte Iran op 2 april 2015 samen met de vijf permanente leden van de VN-Veiligheidsraad en Duitsland een principeakkoord over het Iraanse atoomprogramma. In ruil voor verlaging van de verrijkingscapaciteit en het toelaten van inspecties, zou het Westen de sancties tegen Iran geleidelijk afbouwen. Op 14 juli 2015 werd bekend dat Iran en de zes wereldmachten een historisch akkoord hadden bereikt over het nucleaire programma van Iran, het nucleaire programma wordt beperkt in ruil voor het opheffen van de nucleair gerelateerde sancties die zijn ingesteld tegen Iran. Israël is het enige land ter wereld dat openlijk tegen het internationale akkoord is, premier Netanyahu zei dat "Iran de wereld wil overnemen" en dat "de wereld niet geleerd heeft van de Holocaust".
President Trump van de Verenigde Staten maakte op 8 mei 2018 bekend dat zijn land uit dit atoomakkoord met Iran stapt en dat alle economische sancties weer van kracht worden.

### Mensenrechtensituatie

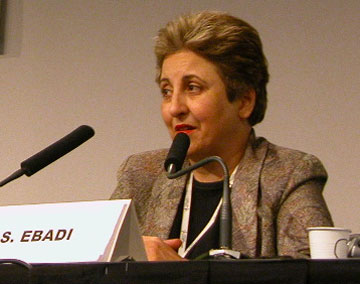
Advocate Shirin Ebadi won de Nobelprijs voor de Vrede in 2003.

De mensenrechten worden in Iran regelmatig geschonden. Vrouwen worden volgens de Iraanse visie op de sharia, de islamitische wetgeving, achtergesteld. Omdat het regime van het land een strikte scheiding van de seksen aanhoudt, zijn er relatief veel vrouwelijke artsen en advocaten. Zij behandelen dan uitsluitend vrouwen. Een bekende advocate is de mensenrechtenadvocate Shirin Ebadi, die in 2003 de Nobelprijs voor de Vrede won.
Sommige religieuze minderheden worden vervolgd in Iran, maar andere genieten (beperkte) bescherming en vrijheid. Zie verder onder Religie.
Iran voert de doodstraf uit en wordt hierom bekritiseerd door Human Rights Watch. Dit doet het land niet alleen voor volwassenen maar ook kinderen van 15 of ouder kunnen de doodstraf krijgen. Nergens ter wereld worden zoveel kinderen bestraft met de doodstraf als in Iran. Executies worden ook weleens in het openbaar uitgevoerd.
Het bestaan van homoseksualiteit wordt ontkend in Iran en homoseksualiteit is verboden. Op het verrichten van sodomie staat de doodstraf. Mensen die een geslachtsidentiteitsstoornis hebben worden wél erkend en met steun van de islamitische wetgeving worden transseksuele operaties uitgevoerd.
Iran kent geen recht op vrije internettoegang, het land controleert zijn burgers bij het gebruik van internet.

### Drugsproblematiek
Iran heeft naar schatting van de Verenigde Naties zo'n 1,2 miljoen personen (2,2% van de volwassenen) die afhankelijk zijn van drugs. Traditioneel, teruggaand tot de tijd van Avicenna, wordt opium gebruikt in Iran als ontspanningsmiddel. Iran ligt op de 'drugsroute' tussen de producent Afghanistan en de afnemers in Europa. In Iran wordt de drugshandel stevig bestreden door politie en het leger. In de periode 1980 - 2010 zijn hierbij zo'n 3700 agenten en soldaten omgekomen.

## Fysische kenmerken

Geografie van Iran

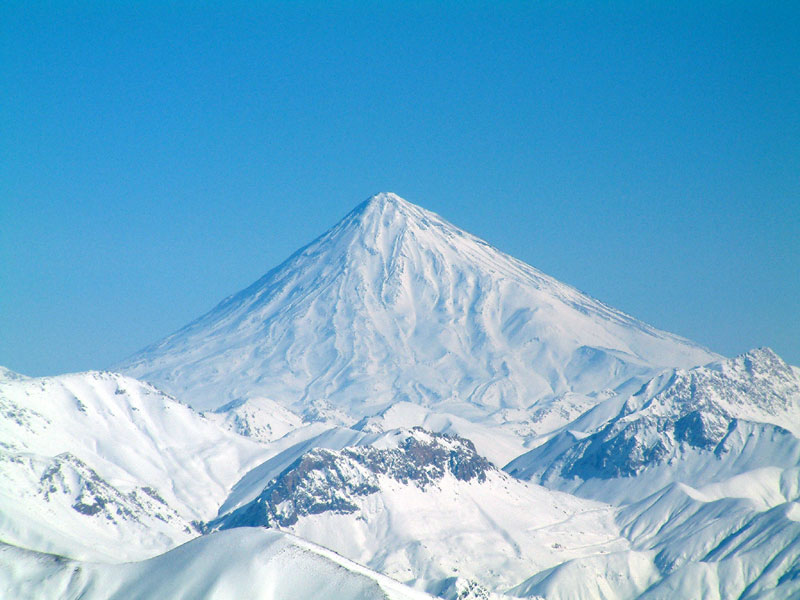
De Damavand is de hoogste berg van het land.

Het landschap van Iran is in het algemeen droog, bergachtig gebied. Het Hoogland van Iran vormt het grootste en centrale gedeelte van het land. De belangrijkste bergketens zijn het Zagrosgebergte en de Elboers. In de Elboers bevindt zich ook Irans hoogste berg, de vulkaan de Damavand op 5607 meter. Het westen van het land is het dichtst bevolkt, terwijl in het oosten grote vrijwel onbewoonde woestijngebieden zijn zoals de Grote Zoutwoestijn, Dasht-e Kavir. In het noorden ligt het grootste meer van Iran, het Urmiameer.

### Geologie
Iran ligt op het zuidelijke deel van de Euraziatische Plaat. De zuidelijke kustlijn met de Perzische Golf komt ongeveer overeen met de breuklijn tussen de Euraziatische en de Arabische Plaat. Rond de oostgrens van Iran bevindt zich de breuklijn tussen de Euraziatische en de Indische Plaat. De langzame bewegingen van deze platen zorgen voor vele aardbevingen in Iran. Een recente zware beving was de aardbeving te Bam in 2003, toen een aardbeving met een magnitude van 6,7 op de schaal van Richter grote delen van de historische stad Bam verwoestte en meer dan 25.000 levens eiste.
In Iran bevindt zich voornamelijk afzettingsgesteente, dat vaak rijk aan delfstoffen is. Het land beschikt over enorme voorraden aardolie en aardgas. Ze zijn voornamelijk gelegen in de provincie Khuzestan en de Perzische Golf. Ook wordt veel koper gevonden, vooral in het centrale deel van het land tussen de steden Yazd, Kermān en Amol. In deze regio wordt onder andere ook bauxiet, steenkool, ijzererts, lood en zink gewonnen. In de Elboers, nabij Zanjan en nabij Mashhad komen kolenmijnen voor. Ook wordt in Iran chromiet, goud, mangaan, zilver, tin en wolfraam gewonnen. Daarnaast komen edelstenen zoals barnsteen, agaat, lapis lazuli en turkoois veel voor. 

In februari 2003 werd op 200 kilometer afstand van de stad Yazd uranium aangetroffen. Er werd meteen een fabriek gebouwd om het uranium te winnen.

### Klimaat
Twee derde van Iran bestaat uit hoge bergen en heeft extreem koude winters en hete zomers. Het grootste deel van Iran heeft een droog klimaat, maar het noordwestelijke deel van het land heeft een gematigd tot sub-tropisch klimaat met weelderige vegetatie en uitgestrekte rijstvelden.
Het centrale Hoogland van Iran heeft een uitgesproken woestijnklimaat. Temperaturen kunnen daar 's zomers oplopen tot wel 50 °C.
In de Elboers en het Zagrosgebergte ligt 's winters sneeuw en veel toppen in het hoge deel van Elboers hebben eeuwige sneeuw. In de zomer kan het tot wel 50 graden worden maar het is meestal 35/45 graden.

### Flora, fauna en milieu
Iran beschikt door zijn uitgestrektheid en bergketens over verschillende biomen en biotopen, waaronder een drietal oerwouden, en verschillende soorten flora en fauna. Het land heeft zestien nationale parken en daarnaast verschillende natuurmonumenten, wildparken en beschermde gebieden. Het grootste nationale park is Nationaal Park Urumiyeh in het noordwesten van het land.
Enkele diersoorten die in Iran voorkomen zijn de manoel, de gazelle, de onager en het jachtluipaard. De Kaspische Zee stond vroeger bekend om zijn kaviaar maar de steur is ernstig bedreigd. Bekend is ook de gedomesticeerde Perzische kat.
Net als veel andere landen kampt Iran met een sterke milieuproblematiek. Teheran heeft te maken met een sterke luchtvervuiling. Daarnaast leiden ontbossing, verwoestijning, watervervuiling en vervuiling door het lekken van aardolie tot ernstige problemen voor de volksgezondheid.

## Bevolking

### Steden
De hoofdstad Teheran is de grootste stad van het land. Andere belangrijke steden zijn Mashhad, Tabriz, Shiraz, Abadan, Kerman, Zahedan, Karaj, Rasjt, Yazd, Hamadan, Koramsjar, Ahvaz, Urmia, Arak, de religieuze stad Qom en de oude hoofdstad Isfahan.

### Bevolkingssamenstelling

Bevolkingsgroei van Iran

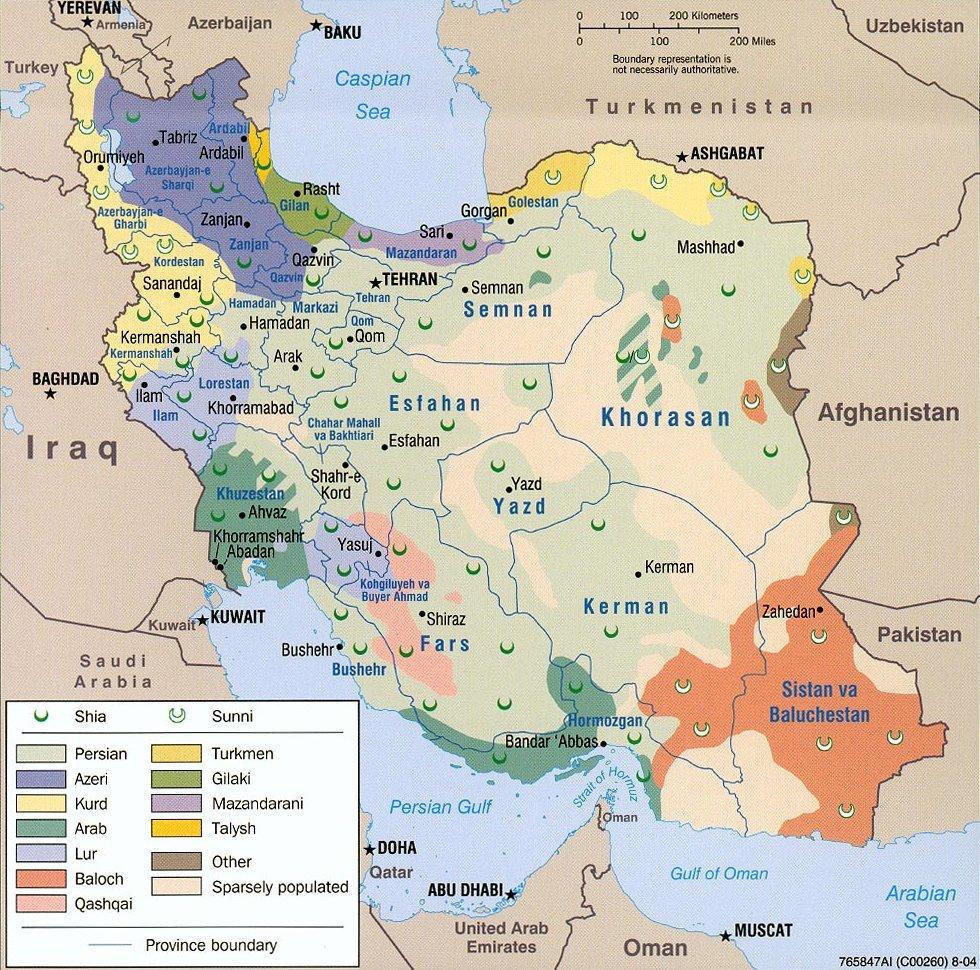
Etnische samenstelling van Iran

De bevolking in Iran kende een snelle groei in de twintigste eeuw. In 1900 waren er tien miljoen Iraniërs, nu zijn er 65,9 miljoen Iraniërs. De stijging was bijzonder sterk na de Iraanse Revolutie van 1979. Van 1995 tot 2005 steeg het inwonertal met 8,4 miljoen. Tekenend voor deze snelle groei is het gegeven dat de meerderheid van de bevolking jonger is dan 30 jaar. In recente jaren is het geboortecijfer gedaald. Gemiddeld genomen krijgen vrouwen in hun hele leven minder dan twee kinderen. De aantallen voor het aantal etnische Azerbaijanen, de grootste minderheid in Iran, is sterk politiek beïnvloed en veel bronnen beargumenteren dat elke getal lager dan 24% volledig gebaseerd is op bepaalde sociopolitieke agenda's door verschillende partijen. Veel bronnen beargumenteren daarom dat het aantal Azerbaijanen in Iran in werkelijkheid tussen de 24%-40% bedraagt.
| Etnische Groepen | Aantal                                            | Bevolkings- aandeel | Religie                                                                                            |
| ---------------- | ------------------------------------------------- | ------------------- | -------------------------------------------------------------------------------------------------- |
| Armenen          | 150 duizend                                       | 0,18%               | vrijwel allen Armeens orthodox                                                                     |
| Arabieren        | 1,5 miljoen                                       | 2%                  | vrijwel allen sjiisme - twaalvers, enkele soennieten, inclusief Moerasarabieren (enkele mandaeërs) |
| Assyriërs        | 80 duizend                                        | 0,1%                | vrijwel allen christenen                                                                           |
| Azerbeidzjanen   | 15 miljoen - 27 miljoen                           | 16% of 24% of 40%   | vrijwel allen sjiisme - twaalvers                                                                  |
| Beloetsjen       | 1,5 miljoen                                       | 2%                  | vrijwel allen sjiisme - twaalvers, enkele soennieten                                               |
| Georgiërs        | 100 duizend + (schattingen lopen tot 3,5 miljoen) | 0,1%                | vrijwel allen sjiisme - twaalvers                                                                  |
| Koerden          | 7,5 miljoen                                       | 10%                 | vrijwel allen sjiisme - twaalvers, enkele soennieten, Jezidi's                                     |
| Lors             | 4,5 miljoen                                       | 6%                  | vrijwel allen sjiisme - twaalvers, enkele Ahl-e Haqq-volgelingen                                   |
| Perzen           | 45 miljoen                                        | 61%                 | vrijwel allen sjiisme - twaalvers, enkele bahaisten, christenen, zoroastristen, joden              |
| Quashqai         | 1,7 miljoen                                       | 2,2%                | vrijwel allen sjiisme - twaalvers                                                                  |
| Turkomannen      | 1,5 miljoen                                       | 2%                  | vrijwel allen sjiisme-twaalvers, enkele soennieten                                                 |

### Emigratie
Sinds de Islamitische Revolutie zijn honderdduizenden Iraniërs hun land ontvlucht. Met name in de Verenigde Staten wonen veel Iraanse migranten. Ook in de Verenigde Arabische Emiraten en andere Golfstaten wonen veel Iraniërs. In Nederland woonden in 2009 zo'n 30.000 personen met een Iraanse achtergrond.
Het zijn vooral de hoger opgeleide Iraniërs die hun land willen ontvluchten.
Veel geëmigreerde Iraniërs houden nog wel de Iraanse nationaliteit aan en zij hebben dus vaak een dubbele nationaliteit. Iran erkent de dubbele nationaliteit niet, maar tolereert deze in de praktijk wel. Als Iraniërs met een dubbel paspoort in Iran zijn, wordt hun tweede paspoort niet erkend en zij hebben dan geen recht op consulaire bijstand.

### Talen
Iran kent een grote verscheidenheid aan talen. De officiële landstaal van Iran is het Perzisch, de moedertaal van iets meer dan de helft van de bevolking. Het Perzisch is een van de Iraanse talen binnen de Indo-Europese taalfamilie.
Het Perzisch is de taal van het onderwijs en de media en wordt door de gehele bevolking verstaan en gesproken. De belangrijkste andere taalfamilie is de Altaïsche, verder spreekt men in Iran verscheidene kleinere Iraanse talen en Semitische talen.
Veel gesproken talen zijn het Azerbeidzjaans (Turkse taal met grote Perzische invloed) en het aan het Perzisch verwante Koerdisch en Luri. Een andere, kleinere taal is het Azari.

### Religie

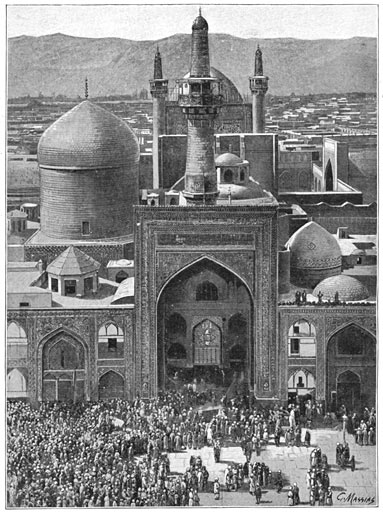
De schrijn van imam Reza in Mashhad is een belangrijk bedevaartsoord voor sjiieten

De staatsreligie van Iran is het Twaalver sjiisme, maar er zijn ook andere religies die gepraktiseerd en erkend worden. De islam heeft een allesbepalende invloed op het leven in Iran. De grondwet bepaalt dat de Hoogste leider van Iran altijd een islamitisch geestelijke moet zijn en alle wetsvoorstellen worden door islamitische geestelijken beoordeeld voordat ze in werking mogen treden. De religieuze politie controleert op straat of vrouwen zich wel aan de religieuze kledingvoorschriften van de islam houden. Ook controleert zij op ander 'onzedelijk' gedrag. Tijdens het vrijdagmiddaggebed wordt volgens de islamitische traditie een khutbah of politieke rede gehouden waarbij vaak de westerse cultuur als 'verderfelijk en onzedelijk' wordt afgeschilderd en de VS en Israël als 'de Grote Satan en de Kleine Satan' worden betiteld.
De regering van Iran houdt het percentage moslims op 89% sjiieten en 9% procent soennieten, maar volgens mensenrechtenorganisaties zou het percentage soennieten op 16% staan. De soennieten zijn vooral Koerden in het noordwesten, Beloetsji in het zuidoosten en Turkmenen in het noordoosten van het land.
Verspreid over het land wonen ook veel aanhangers van het soefisme, maar deze islamitische stroming is verboden in Iran en de aanhangers ervan worden vervolgd.
De bahai, een 19e-eeuwse afsplitsing van de islam, worden vervolgd.

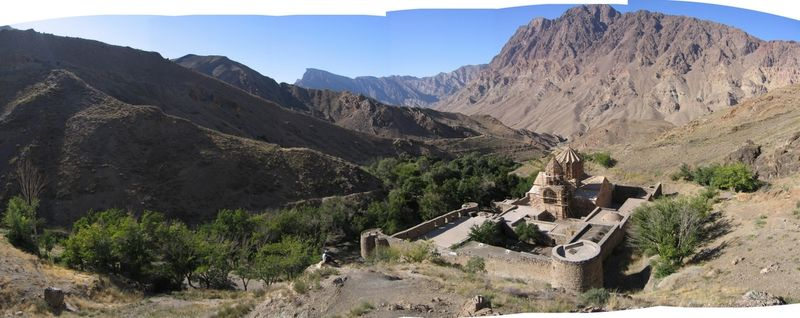
De Armeense Sint-Stefanuskerk in het noordwesten van het land staat op de Werelderfgoedlijst

Naast moslims zijn er relatief kleine erkende gemeenschappen christenen (ca. 300.000), joden (20 tot 30.000), zoroastriers (35 tot 60.000) en hindoes. Het grootste deel van de christenen behoren tot de Armeens-Apostolische Kerk. Er zijn daarnaast Assyriërs (niet-geünieerde nestorianen) en protestanten (voornamelijk anglicanen en presbyterianen). Het merendeel van de katholieken volgt de Chaldeeuwse ritus (geünieerde nestorianen). Daarnaast zijn er katholieken van de Armeense ritus en van de Latijnse ritus. Deze erkende en beschermde minderheden hebben ook enkele zetels in de Majlis van Iran.
Naast de erkende christelijke gemeenschappen, zijn er ook christenen die zich recent bekeerd hebben en in huiskerken bijeen komen. Hoewel dit volgens de islamitische wetgeving verboden is, worden deze christenen met rust gelaten als zij zich gedeisd houden. Christenen die anderen bekeren worden wél vervolgd. In 2011 stond Iran in de top drie van de door de Nederlandse christelijke organisatie Open Doors uitgegeven lijst van landen waar christenen het meest vervolgd worden.

### Normen en waarden
Iran is voor het overgrote deel een traditionele samenleving, met een sterke nadruk op het gezin. Zo gaan vrouwen en mannen gescheiden van elkaar om en geven elkaar geen hand. Hoewel een chador voor vrouwen niet verplicht is wordt dit traditionele kledingstuk vaak gedragen, met name in de lagere klassen van de bevolking. Meisjes kunnen vanaf de leeftijd van negen jaren worden uitgehuwelijkt.
Voortkomend uit het sjiitische recht, heeft Iran een eigen ethiek ontwikkeld om om te gaan met de moderne tijd. Zo is onderzoek naar stamceltherapie met behulp van embryo's toegestaan. Daarnaast is abortus in Iran toegestaan als het leven van de moeder of het kind in gevaar komt. Ook het klonen van dieren is toegestaan door de geestelijkheid. Plastische chirurgie voor verfraaiing van neuzen komt veel voor onder de rijken.

## Cultuur

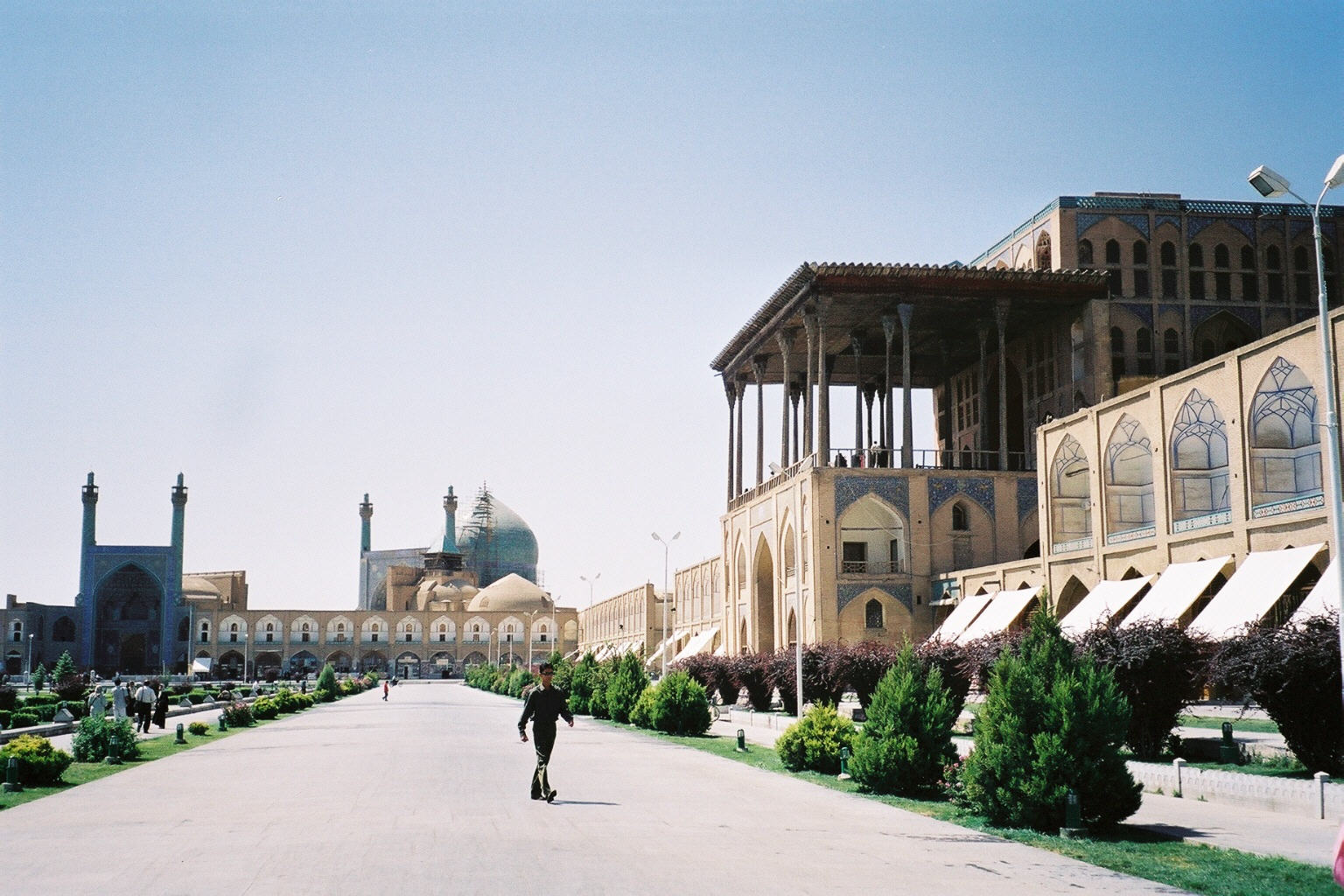
Plein van de Emam in Isfahan

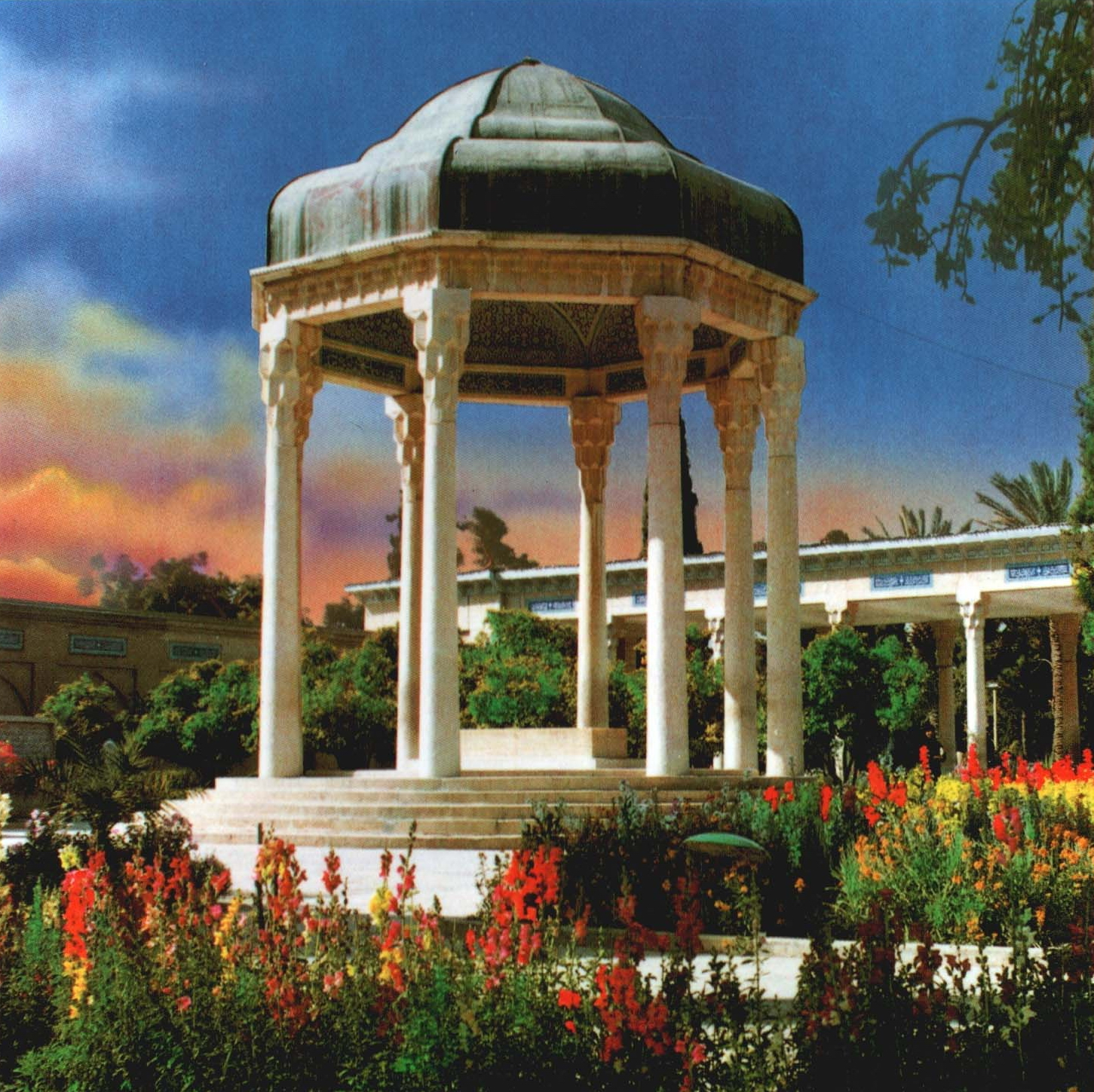
De graftombe van de veertiende-eeuwse dichter Hafiz in Shiraz

Iran heeft een bijzonder rijke cultuur waarin oude en moderne elementen gecombineerd worden. In het land zelf wordt wel gezegd dat Iran drie invloeden moet zien te combineren. Die drie zijn de klassieke Iraanse cultuur van het Perzische Rijk uit de Oudheid, de islam en de islamitische cultuur die de Arabieren brachten en de moderne westerse cultuur.

### Archeologie en monumenten
Met een geschiedenis die zo'n 2500 jaar teruggaat, heeft Iran een grote verscheidenheid aan monumenten en archeologische vindplaatsen. Op de werelderfgoedlijst van UNESCO staan vijftien Iraanse monumenten. Hiervan zijn Chogha Zanbil, Persepolis, Takht-E Soleyman, Pasargadae, de Behistuninscriptie en Shushtar archeologisch werelderfgoed uit de oudheid. Het werelderfgoed Plein van de Emam in Isfahan, Bam, Soltaniyeh, de Armeense kloosterensembles in Iran, het heiligdom van Safi al-din, de Vrijdagmoskee van Isfahan en de toren Gonbad-e Qabus zijn van na de Arabische verovering van Iran. Ook verschillende Perzische tuinen (waarvan enkele in India en Pakistan) zijn opgenomen op de werelderfgoedlijst.
Naast deze monumenten heeft elke stad wel een historische moskee en andere historische gebouwen, zoals bazaars, paleizen en karavanserais.
In Iran is het beschermen van het culturele erfgoed onderwerp van (religieuze) discussie. De geestelijkheid geeft weinig om het restaureren van historische gebouwen, waardoor veel monumenten in een slechte staat verkeren.

### Architectuur
Iran heeft in de loop der eeuwen een eigen architectonische stijl ontwikkeld. De Iraanse architectuur is niet alleen over het hele land verspreid, maar heeft ook in de omliggende landen haar sporen nagelaten. Iraanse gebouwen variëren van kleine huisjes tot grote moskeeën, paleizen, bazaars en karavanserais. Iran heeft zijn eigen stijl van tuinaanleg, de Perzische tuin. Daarnaast zijn er enkele bouwwerken die specifiek voor Iran zijn, zoals de windvanger en de yakhchal oftewel ijskelder.

### Kalender en feestdagen
Iran heeft zijn eigen kalender, de Iraanse kalender. Het begin van de jaartelling is de hidjra, de vlucht van de profeet Mohammed van Mekka naar Medina in 622. De Iraanse kalender is een nog uit de pre-islamitische tijd daterende zonnekalender, dit in tegenstelling tot de islamitische kalender, die een maankalender is.
Het Iraanse jaar begint op de eerste dag van de lente (21 maart) en dan viert men Noroez, het Iraans nieuwjaar. Op 21 maart 2011 begon het jaar 1390 Anno Persarum, zoals het Iraanse jaar in het Latijn genoemd wordt. Naast de Iraanse kalender worden in het land ook de islamitische kalender en de westerse gregoriaanse kalender gebruikt.
In Iran wordt onderscheid gemaakt tussen nationale feestdagen en islamitische feestdagen. De nationale feestdagen zijn het hierboven genoemde Noroez, de dag van de Islamitische republiek, de natuurdag, de gedenkdag van Khomeini, de dag van de revolutie, de overwinning van de revolutie en Dag van de Nationalisatie van de Olie-industrie. Er zijn zeventien islamitische feestdagen, waaronder de bekende islamitische feestdagen zoals het Suikerfeest en het Offerfeest. Ook zijn er in Iran feestdagen waarbij telkens een van de twaalf imams wordt herdacht, onder meer het martelaarschap van Imam Reza en Imam Hasan al-Askari.

### Literatuur en poëzie

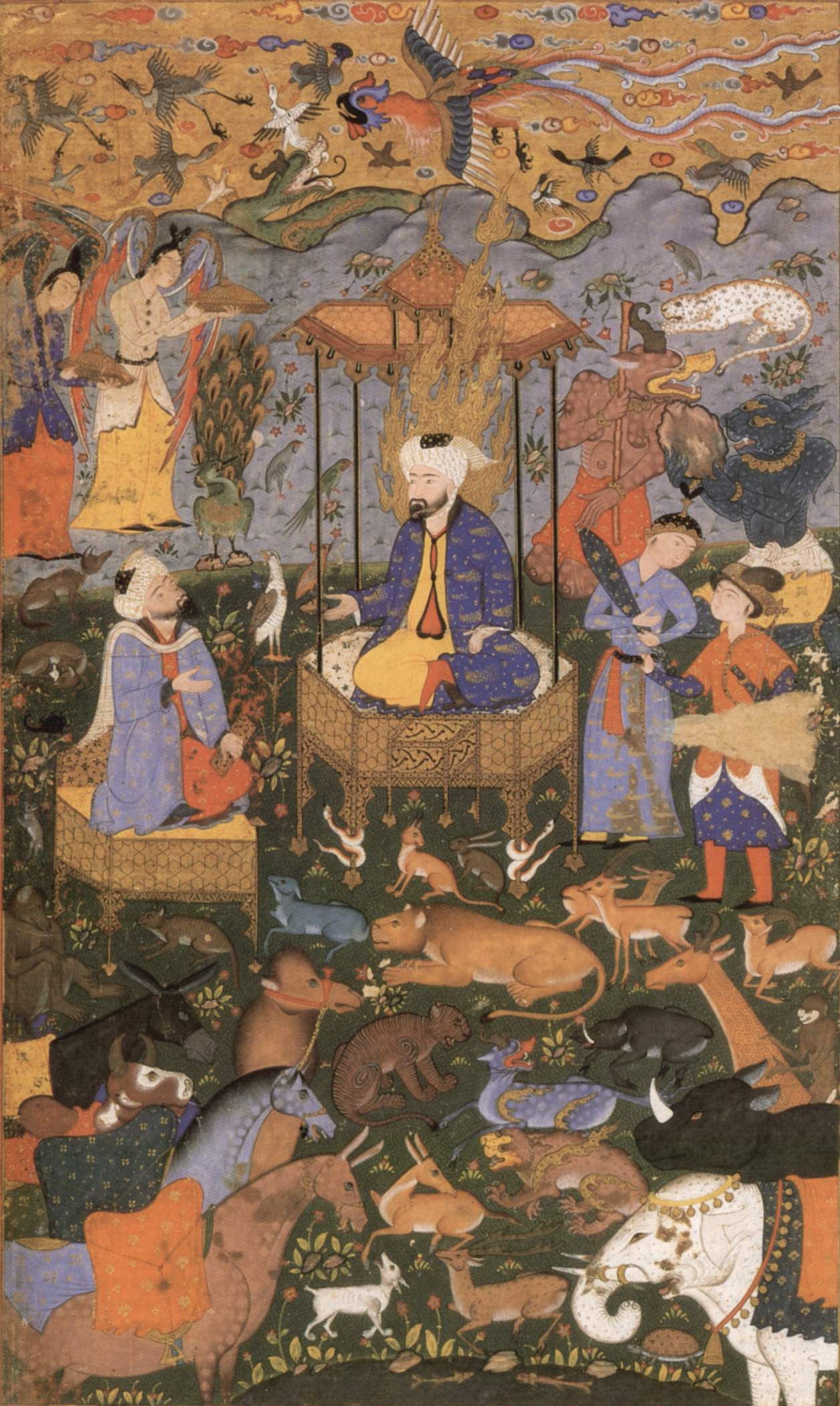
Ook koning Salomo, die volgens de mythe met de dieren kon praten, speelt een rol in de Sjahnama.

### Sport

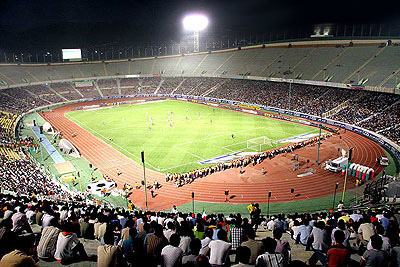
Het Azadistadion in Teheran.

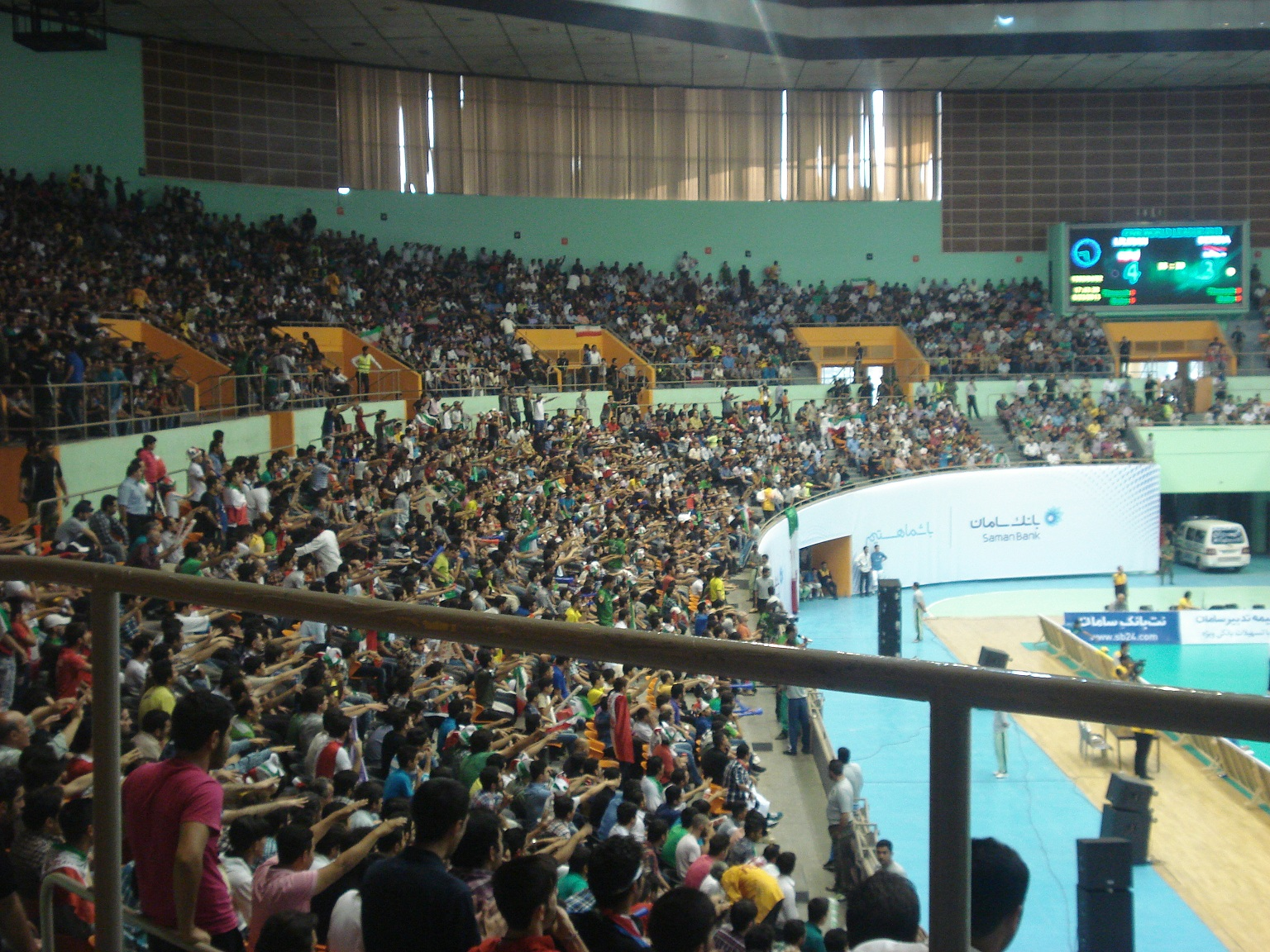
Azadi Voleibol stadion

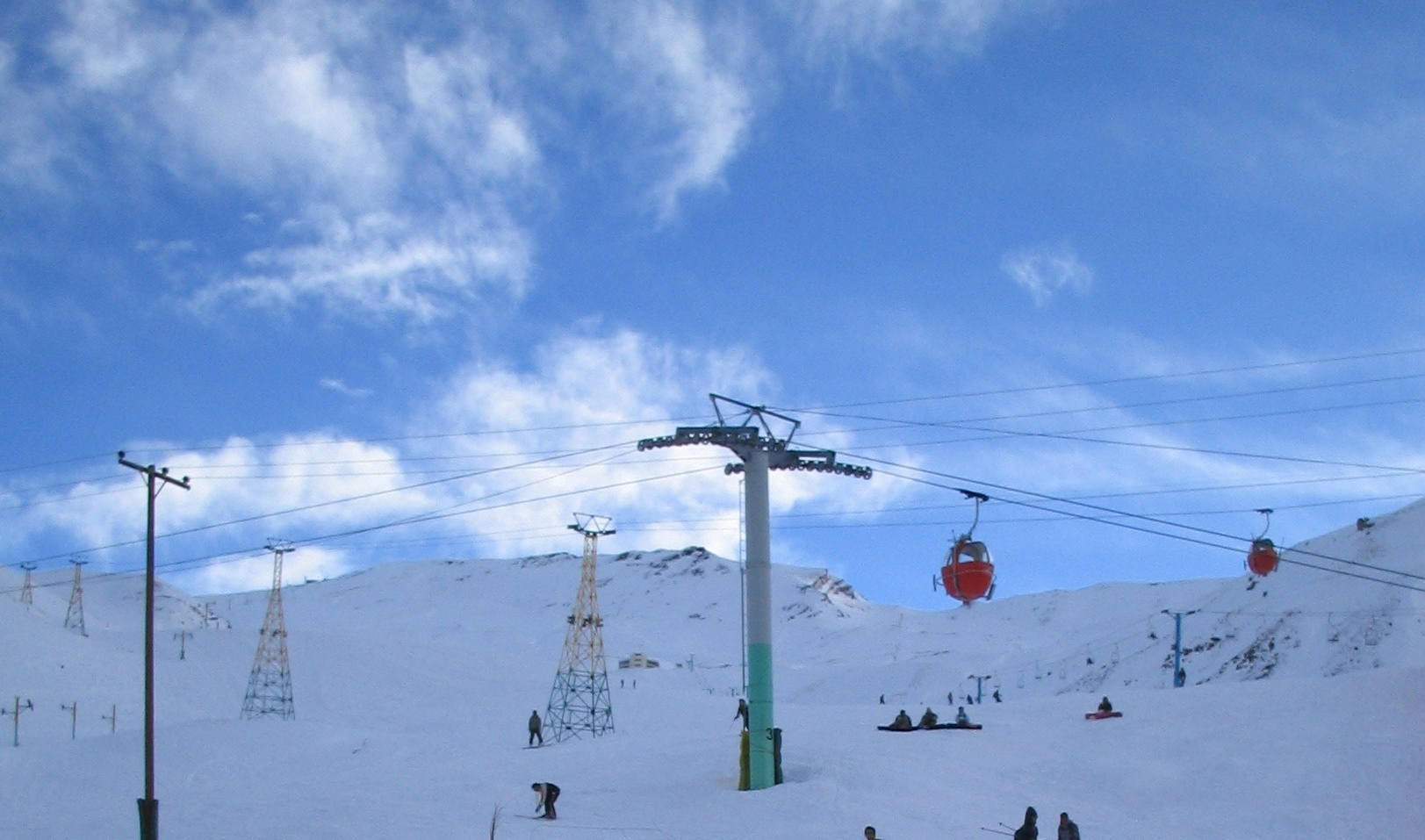
Skigebied Dizin ten noorden van Teheran.

### Dagelijks leven

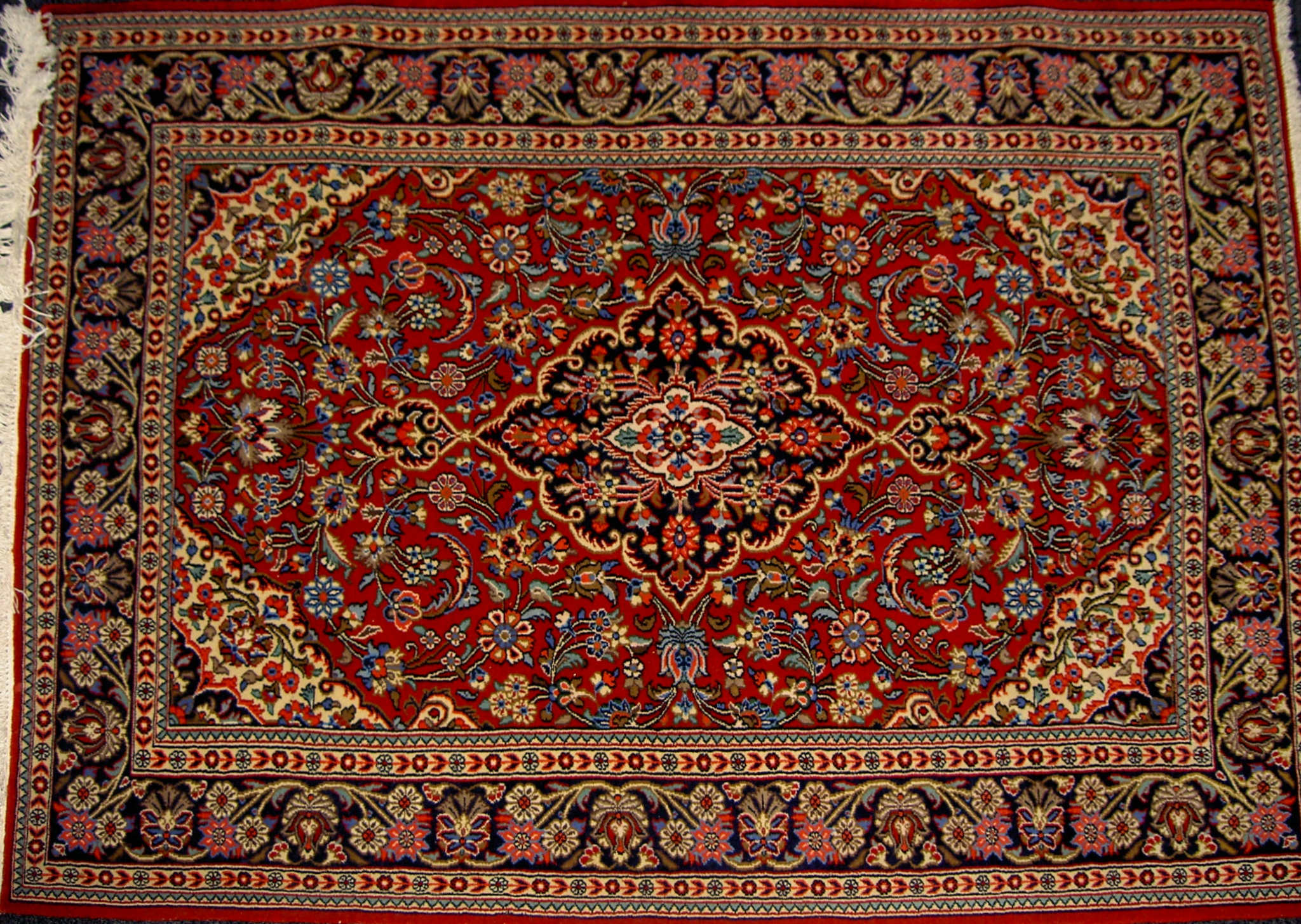
Een Perzisch tapijt.

## Onderwijs en wetenschap

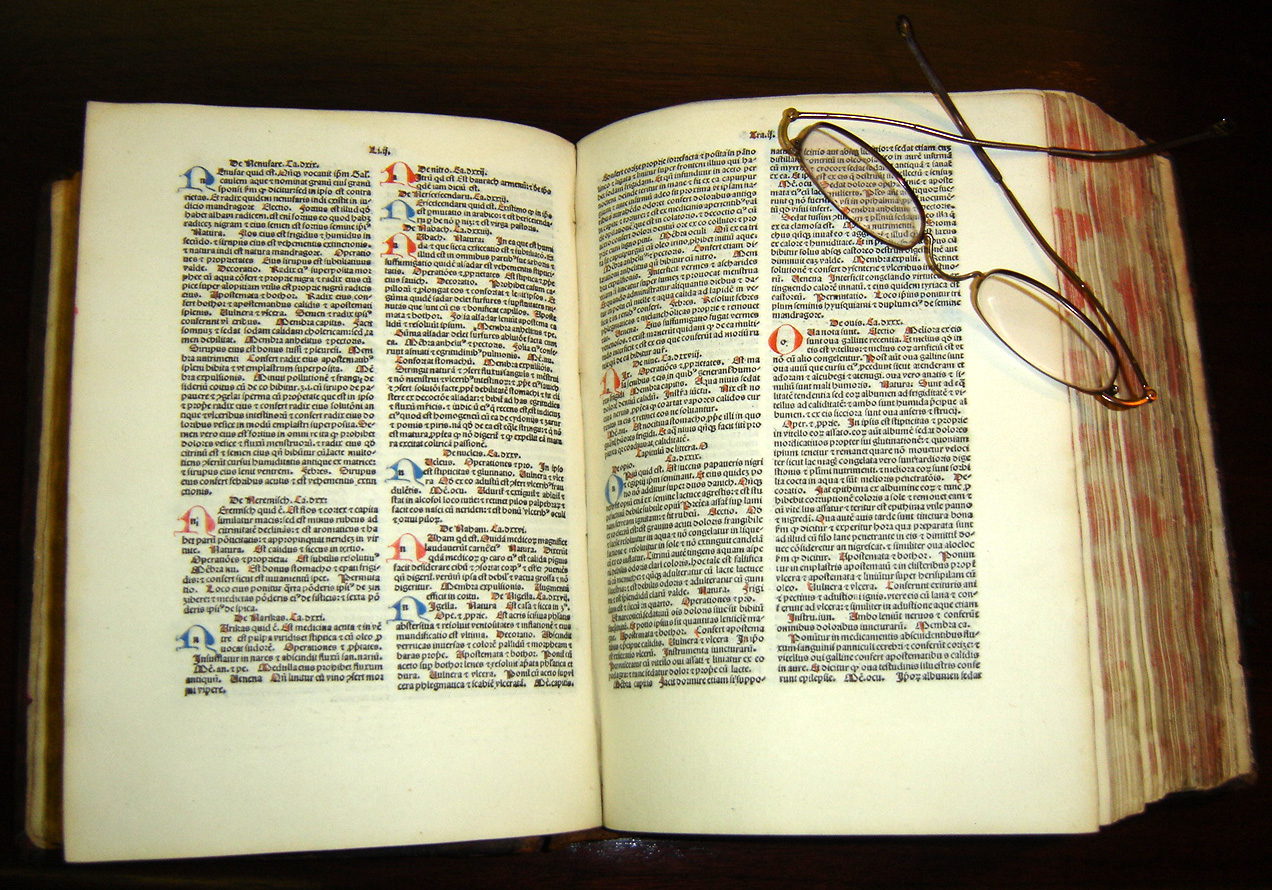
De Canon van de geneeskunde van Avicenna uit de 11e eeuw was ook in Europa eeuwenlang het medische standaardwerk.

## Economie

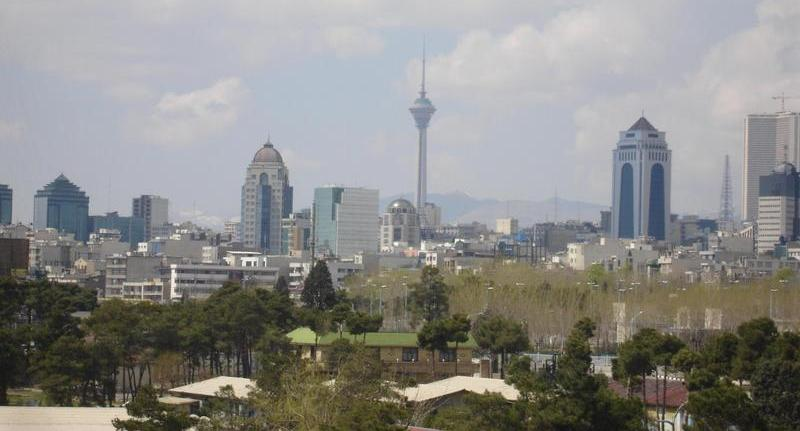
De skyline van Teheran.

### Transport

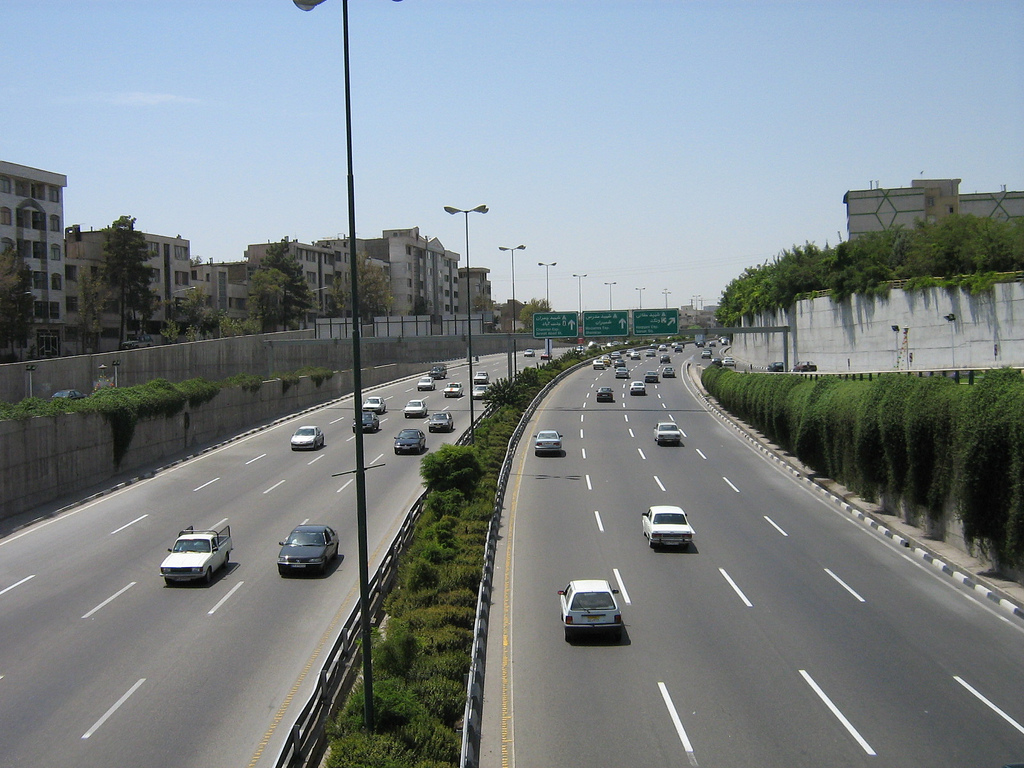
Een snelweg in Teheran.

### Landbouw

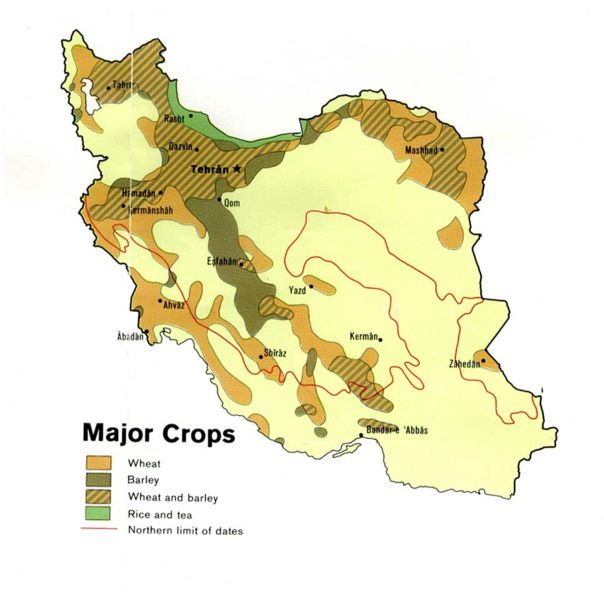
Landbouwgebieden in Iran